# Malaghan, Sindgi
Malaghan là một làng thuộc tehsil Sindgi, huyện Bijapur, bang Karnataka, Ấn Độ.